# Hanne De Haes
Hanne De Haes est une ancienne joueuse de volley-ball belge née le 19 juin 1986 à Waerloos. Elle mesure 1,91 m et jouait au poste de centrale. Elle a mis un terme à sa carrière de volleyeuse professionnelle en 2014. Saison 18-19, Hanne De Haes reprend pendant quelques mois en Ligue A Belge à Sedisol Volley Farciennes.

## Clubs
| Club                | De        | À         |
| ------------------- | --------- | --------- |
| VT Turnhout         |           | 2002-2003 |
| Eburon Tongres      | 2003-2004 | 2005-2006 |
| Dauphines Charleroi | 2006-2007 | 2006-2007 |
| Nova KBM Branik     | 2007-2008 | 2007-2008 |
| Castellana Grotte   | 2008-2009 | 2008-2009 |
| Dauphines Charleroi | 2009-2010 | 2013-2014 |

## Palmarès
- Championnat de Belgique
  - Vainqueur : 2004, 2005.
  - Finaliste : 2006, 2014.
- Coupe de Belgique
  - Vainqueur : 2004, 2005, 2012.
- Supercoupe de Belgique
  - Vainqueur : 2004.
  - Finaliste : 2005, 2010, 2012.
- Championnat de Slovénie
  - Finaliste : 2008.
- Coupe de Slovénie
  - Finaliste : 2008.